# Isaac Casaubon
Isaac Casaubon (18 de febrer de 1559 – 1 de juliol de 1614) va ser un erudit i filòleg clàssic, primer en França i llavors més tard en Anglaterra, considerat per molts del seu temps com el més instruït a l'Europa.